# St Paul's, Covent Garden
St Paul's Church, cunoscută sub numele de Biserica actorilor, este o biserică situată în Covent Garden, Londra, Anglia.